# Alexander von Humboldts nationalpark
Alexander von Humboldts nationalpark (på spanska: Parque Nacional Alejandro de Humboldt) är en nationalpark i provinserna Provincia de Holguín och Provincia de Guantánamo i Kuba. Den har fått sitt namn av den tyska vetenskapsmannen Alexander von Humboldt som besökte ön åren 1800 och 1801. 
Parken blev ett världsarv 2001 för sin storlek, landskapet, komplexa bergarter, och den stora artrikedomen av endemiska växter och djur. Vattendragen som rinner från parkens höjder är bland de största i Karibien.

## Geografi och klimat
Terrängen i Alexander von Humboldts nationalpark är huvudsakligen kuperad. Alexander von Humboldts nationalpark ligger uppe på en höjd. Runt Alexander von Humboldts nationalpark är det ganska tätbefolkat, med 120 invånare per kvadratkilometer. I omgivningarna runt Alexander von Humboldts nationalpark växer i huvudsak städsegrön lövskog.